# Oinville-sous-Auneau
Oinville-sous-Auneau é uma comuna francesa na região administrativa do Centro, no departamento Eure-et-Loir. Estende-se por uma área de 10,24 km². Em 2010 a comuna tinha 355 habitantes (densidade: 34,7 hab./km²).